# Rivoluzione commerciale
La rivoluzione commerciale è l'insieme dei mutamenti socioeconomici registratisi in Europa dal X al XIII secolo e che sono i prodromi della rivoluzione industriale.
I mutamenti caratteristici di questo periodo storico furono prevalentemente di carattere economico e commerciale, ma comportarono un profondo mutamento anche nell'assetto sociale dell'epoca. Infatti, il ceto mercantile raggiunse i vertici sociali in molte parti d'Europa come nei Comuni dell'Italia centro-settentrionale, nei Paesi Bassi, nella catalogna e nei Comuni dell'Hansa.

## Caratteristiche
- Nascita di due nuovi concetti di proprietà: l'affitto e la mezzadria. Questi due concetti permettono al contadino di coltivare i prodotti secondo la domanda di mercato.
- Eccedenze nel settore agrario che vengono investite nel commercio e successivamente nell'industria.
- Espansione delle rotte commerciali verso l'Estremo Oriente e nascita della via della seta. In Europa, nascita del panno di lana come bene di scambio con l'Oriente.
- Nascita del Razionalismo economico (cioè ricerca della massima produttività possibile nei tempi più brevi e i costi minimi possibili).
- Ampliamento del mercato (dovuto anche agli investimenti dal settore agrario) e nascita della  concorrenza.
- Agevolazioni nel commercio con l'introduzione di contratti di compagnia, contratti di assicurazione, partita doppia, assegni, cambiali,  conti corrente, lettere di corrispondenza, ecc.
- Introduzione della discriminazione dei noli, cioè somme di denaro (diversificate secondo la merce in questione) da pagare ai mercanti per trasportare le merci. Per merci meno costose venivano fatti pagare noli più piccoli e viceversa.
- Progressiva scomparsa, nel commercio via terra, della figura del mercante caratteristica dell'Alto Medioevo che si spostava dal mercato di una corte ad un altro, alla testa di una carovana che trasportava le merci più varie. Al suo posto, si andò affermando la figura di un mercante che faceva parte di una Compagnia commerciale avente sede stabile in una grande città Europea[1].

## Trattatistica .
Durante la Rivoluzione Commerciale vengono diffusi trattati riguardanti la contabilità. Uno dei più importanti è La summa de Aritmetica, Geometria, Proportioni e Proporzionalità scritta da Luca Pacioli nel 1494.